# Визерис II Таргариен
Визерис II Таргариен — персонаж мира, изображённого в серии книг «Песнь Льда и Огня» Джорджа Мартина, король Вестероса из валирийской династии Таргариенов. До восшествия на престол 15 лет занимал пост десницы при своём брате Эйегоне III, а потом при племянниках Дейероне Юном Драконе и Бейелоре Благословенном. Один из героев книги «Мир льда и пламени».

## Биография
Согласно Мартину, Визерис II принадлежал к королевской династии Таргариенов, которая правила в Вестеросе. Он был младшим сыном королевы Рейениры и её второго мужа Дейемона Таргариена, братом короля Эйегона III, и родился в 122 году от Завоевания Эйегона I. Визерис рос вместе с Эйегоном. Когда ему было семь лет, началась Пляска Драконов — война за престол между Рейенирой и её единокровным братом Эйегоном II. Было решено укрыть принцев в городе Пентос в Эссосе, но корабль, на котором они отправились в путь, был захвачен лиснийцами. Эйегон смог бежать, а Визерис пять лет провёл в Лисе. Он жил как почётный гость в домах богатых лиснийцев; один из них женил пленника на своей дочери. В Вестеросе в это время считали принца погибшим.
В 134 году от З. Э. Визерис вернулся домой. К тому времени погибли и Рейенира, и Эйегон II, а королём был пока ещё бездетный Эйегон III, так что Визерис стал наследником престола. Он помогал брату управлять страной, занимая в последние годы царствования Эйегона пост десницы. Этот пост Визерис занимал и при племяннике Дейероне Юном Драконе (он фактически управлял страной, пока король воевал в Дорне), а потом при его брате Бейелоре Благословенном. Последний отстранился от дел, и в руках десницы сосредоточилась вся реальная власть. После смерти Бейелора Визерис занял Железный трон. Он царствовал всего год, но за это время успел внести изменения в кодекс законов, составленный Джейехерисом I, создать новый монетный двор, принять меры для оживления торговли.
Визерис II был женат на лиснийке Ларре Рогаре, которая родила трёх детей: Эйегона IV, Эйемона и Нейрис.

## В культуре
Визерис II упоминается в ряде романов Джорджа Мартина и в приложениях к ним. Более обстоятельный рассказ о нём содержится в псевдохронике «Мир льда и пламени». Изначально Мартин сделал Визериса не братом, а сыном Эйегона III (четвёртым по счёту); однако позже выяснилось, что это нарушает общую хронологию событий, и писатель внёс необходимые правки. Портрет Визериса создал российский художник Роман Папсуев.
Специалисты считают историческим прототипом Таргариенов датских викингов, завоевавших в IX веке существенную часть Англии.